# Cantone di Gabarret
Il Cantone di Gabarret era una divisione amministrativa dell'arrondissement di Mont-de-Marsan.
È stato soppresso a seguito della riforma complessiva dei cantoni del 2014, che è entrata in vigore con le elezioni dipartimentali del 2015.
Comprendeva i comuni di:
- Arx
- Baudignan
- Betbezer-d'Armagnac
- Créon-d'Armagnac
- Escalans
- Estigarde
- Gabarret
- Herré
- Lagrange
- Losse
- Lubbon
- Mauvezin-d'Armagnac
- Parleboscq
- Rimbez-et-Baudiets
- Saint-Julien-d'Armagnac